# Mastaba Z500

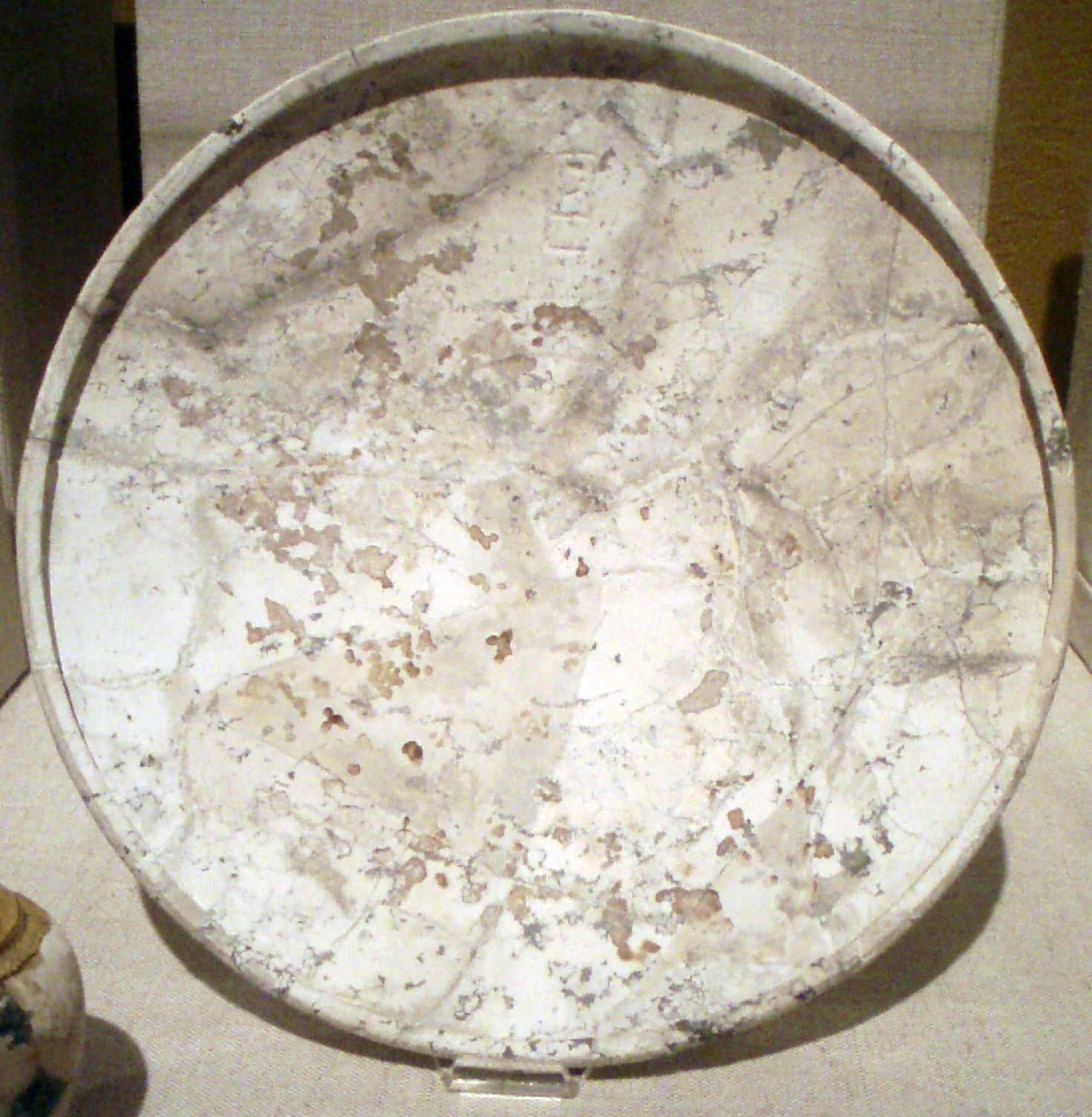
Dolomit-Schale des Königs Chaba aus der Mastaba Z500

Die Mastaba Z500 ist ein in Saujet el-Arjan gelegener Grabbau, der aufgrund dort geborgener wichtiger Artefakte mit dem Namen des Königs Chaba für die Ägyptologie von besonderem Interesse ist. Es ist nicht bekannt, wer tatsächlich in dieser Mastaba bestattet worden war. Aidan Dodson und Mark Lehner halten es für möglich, dass sie das Grab des Königs Chaba war.
Die Mastaba Z500 verfügt über eine Nord-Süd-Ausrichtung und wies bei ihrer Entdeckung Reste eines Nischen-Dekors auf, wie es für Könige und hohe Beamte in der 3. Dynastie typisch war. Das Grabmal liegt etwa 200 m nördlich der Chaba-Pyramide. Nabil Swelim sieht in Mastaba Z500 die Reste eines unfertig gebliebenen Totentempels, da die Mastaba keinerlei Schächte und Galerien enthält, sondern nur zwei große Kammern ohne typische Grabelemente. Etwas weiter östlich finden sich Ruinen, die von den Einheimischen El Gamal El Barek (dt. „Kamelrücken“) genannt werden. Beide Bauwerke sind nach Ansicht von Swelim Bestandteile des unvollendeten Pyramidenkomplexes der Chaba-Pyramide.